# Dozorčí rada
Dozorčí rada je kolektivní orgán právnické osoby, který má převážně kontrolní pravomoci vůči orgánu, který subjekt řídí či který má obchodní vedení. Podle českého práva se zřizuje zejména u kapitálových obchodních společností (akciové společnosti, společnosti s ručením omezeným) a dále u různých jiných subjektů, pokud tak určuje zvláštní zákon nebo zakladatelský dokument (např. státní podnik, veřejná výzkumná instituce, zájmové sdružení právnických osob, nadace, nadační fond apod.).

## Dozorčí rada akciové společnosti
V akciové společnosti s dualistickým systémem vnitřní struktury se podle zákona o obchodních korporacích (do konce roku 2013 podle obchodního zákoníku) dozorčí rada povinně zřizuje jako kontrolní orgán. Neurčí-li stanovy jinak, má dozorčí rada 3 členy, kteří si ze svého středu volí předsedu. Členy dozorčí rady volí valná hromada na funkční období určené stanovami; neobsahují-li stanovy nebo smlouva o výkonu funkce délku funkčního období, je funkční období člena dozorčí rady 3 roky. V původní úpravě podle Obchodního zákoníku, platného do konce roku 2013, museli alespoň třetinu členů dozorčí rady ve společnosti s více než 50 zaměstnanci volit zaměstnanci, zákon o obchodních korporacích již od 1. 1. 2014 počítá s obsazováním dozorčí rady pouze valnou hromadou. Členství v dozorčí radě je neslučitelné s funkcí člena představenstva, likvidátora, nuceného správce, vedoucího odštěpného závodu, prokuristy a všech dalších osob oprávněných podle zápisu v obchodním rejstříku jednat jménem akciové společnosti. Pro členy dozorčí rady platí zákaz konkurence.
Dozorčí rada dohlíží na výkon působnosti představenstva a činnost společnosti. Její členové jsou oprávněni nahlížet do všech dokladů a záznamů týkajících se činnosti společnosti, kontrolují řádné vedení účetních zápisů a zda je uskutečňovaná podnikatelská či jiná činnost v souladu s právními předpisy a stanovami. Dále dozorčí rada přezkoumává účetní závěrky a návrh na rozdělení zisku nebo úhradu ztráty, po přezkoumání předkládá své vyjádření valné hromadě. Členové dozorčí rady se účastní valné hromady, kterou musí seznámit s výsledky své kontrolní činnosti. V případě, že společnost nemá zvolené [představenstvo] nebo zvolené představenstvo dlouhodobě nesvolává valnou hromadu, svolá ji dozorčí rada; ta svolá valnou hromadu také tehdy, vyžadují-li to zájmy společnosti. Pro řízení před soudem nebo jinými orgány, která jsou vedena proti členovi představenstva, dozorčí rada určí svého člena, který zastupuje společnost.

## Dozorčí rada společnosti s ručením omezeným
Ve společnosti s ručením omezeným je podle zákona o obchodních korporacích dozorčí rada fakultativním orgánem, zřizuje se pouze tehdy, pokud to stanoví společenská smlouva. Dozorčí rada je volena valnou hromadou a dohlíží na činnost jednatelů. Funkce člena dozorčí rady je neslučitelná s funkcí jednatele. Členové dozorčí rady jsou také oprávněni účastnit se valné hromady a pokud to vyžadují zájmy společnosti, tak ji i svolat. Kontrolní působnost dozorčí rady je jinak obdobná jako u akciové společnost, obdobná jsou i oprávnění a povinnosti členů dozorčí rady.